# Quiahuitlatzala
Quiahuitlatzala är en ort i Mexiko.   Den ligger i kommunen Xalpatláhuac och delstaten Guerrero, i den sydöstra delen av landet, 240 km söder om huvudstaden Mexico City. Quiahuitlatzala ligger 2 130 meter över havet och antalet invånare är 336.
Terrängen runt Quiahuitlatzala är varierad. Runt Quiahuitlatzala är det ganska tätbefolkat, med 65 invånare per kvadratkilometer. Närmaste större samhälle är Malinaltepec, 13,0 km sydväst om Quiahuitlatzala. I omgivningarna runt Quiahuitlatzala växer huvudsakligen savannskog.